# Greyshirts
Greyshirts (in inglese) o Gryshemde (in afrikaans), letteralmente "camicie grigie" il nome ufficiale era South African Gentile National Socialist Movement, è un movimento politico sudafricano nazional-socialista attivo fra il 1932 e il 1949. Il primo nucleo del movimento fu gruppo paramilitare, che divenne in seguito il "servizio d'ordine" di una forza politica più articolata.

## Storia
A partire dal 1932, in Sudafrica iniziarono a emergere movimenti politici che si ispiravano ai principi del partito nazista tedesco, che in Sudafrica era presente come NSDAP/AO. Il più importante fu inizialmente chiamato "Movimento Nazional-Socialista Gentile Sudafricano" (o "Movimento Nazional-Socialista Cristiano del Sudafrica") fondato da Louis Weichardt nel 1933. Spiccatamente anti-semita, il movimento di Weichardt diede vita a un gruppo paramilitare che doveva essere l'equivalente sudafricano dello Sturmabteilung tedesco, battezzato Gryshemde. Le "camicie grigie" divennero in breve tempo così note che il nome "Gryshemde" venne applicato a indicare l'intero movimento. A differenza di altri gruppi estremisti boeri, il Gryshemde non si pose come movimento esclusivamente afrikaner, cercando invece il consenso anche della popolazione sudafricana di origine britannica, facendo dell'unità nazionale uno dei propri principi ispiratori.
Dal Gryshemde si scissero nel tempo un certo numero di gruppi minori, come il Partito Fascista Sudafricano di Johannes von Moltke. La maggior parte di questi gruppi in seguito confluirono nel National Party (NP) di Daniel François Malan, a cui le camicie grigie invece scelsero di non aderire. Nel 1938 il Gryshemde corse per le elezioni senza stabilire alleanze, e non ottenne risultati apprezzabili.
Il Partito Nazionale individuo nel Gryshemde un avversario politico, e lo attaccò duramente. In un celebre articolo apparso sul giornale Die Burger nell'ottobre 1934, un esponente dell'NP affermò che l'obiettivo ultimo del Gryshemde era l'instaurazione della dittatura..
Durante gli anni trenta si verificò una massiccia immigrazione di profughi ebrei dalla Germania verso il Sudafrica. Le camicie grigie si mobilitarono contro questa tendenza, dando luogo a diverse manifestazioni e iniziative di protesta. Una delle più grandi manifestazioni ebbe luogo in occasione dello sbarco a Città del Capo di una nave che trasportava profughi ebrei per conto di una organizzazione filo-britannica e antinazista nota come Consiglio per gli ebrei tedeschi. La portata della manifestazione antisemita organizzata dalle camicie grigie fu tale che Sarah Millin fece formalmente appello a Jan Smuts affinché il movimento venisse messo a tacere; la sua richiesta venne però ignorata.
Durante la seconda guerra mondiale, in cui il Sudafrica prese posizione sul fronte Alleato le camicie grigie erano sospettate di simpatizzare per il nemico, e le loro attività furono tenute costantemente sotto osservazione.
Dopo la guerra, nel 1949, il movimento cambiò il proprio nome in "Partito dei Lavoratori Bianchi" (White Workers Party). La maggior parte dei membri del partito finirono però per confluire nel nuovo NP, noto come Partito Nazionale Riunificato, e poco tempo dopo il movimento delle Greyshirts venne definitivamente sciolto.